# Lasianthus eberhardtii
Lasianthus eberhardtii är en måreväxtart som beskrevs av Charles-Joseph Marie Pitard. Lasianthus eberhardtii ingår i släktet Lasianthus och familjen måreväxter.
Artens utbredningsområde är Vietnam. Inga underarter finns listade i Catalogue of Life.